# کمپ ارلی
کمپ ارلی (انگلیسی: "A" Fort and Battery Hill Redoubt-Camp Early)یک مکان تاریخی در دوره جنگ داخلی آمریکا است. این مکان در منطقه نظامی ریدوبوت در نزدیکی مناسس پارک، شهرستان پرنس ویلیام، ویرجینیا واقع شده‌است. این مکان تاریخی در سال ۱۹۹۹ میلادی در سازمان ثبت ملی اماکن تاریخی به ثبت رسید.